# رودي هنتر
رودي هنتر (بالإنجليزية: Roddy Hunter)‏ هو لاعب كرة قدم بريطاني في مركز الهجوم، ولد في 13 ديسمبر 1984 في غلاسكو في المملكة المتحدة. لعب مع نادي آير يونايتد ونادي ألبيون روفرز ونادي دمبرتون ونادي كلايد ونادي مونتروز لكرة القدم.

## وصلات خارجية
- رودي هنتر على موقع قاعدة بيانات كرة القدم.إي يو (الإنجليزية)
- رودي هنتر على موقع Soccerbase.com (لاعب) (الإنجليزية)